# Liste der Zuflüsse der Alb (Oberrhein)
Liste der Zuflüsse der Alb
Die Nordschwarzwälder Alb hat eine Länge von 51,4 km und ein Einzugsgebiet von 446,7 km². Recht genau die Hälfte der Länge und etwas weniger als die Hälfte des Einzugsgebietes liegen im Schwarzwald und seinen Vorhöhen, der andere Teil jeweils in der Oberrheinischen Tiefebene. Nur zwei Zuflüsse im Schwarzwald, Maisenbach und Moosalb, und drei weitere, die in der Tiefebene zulaufen, Scheidgraben, Malscher Landgraben und Federbach, überschreiten eine Länge von fünf Kilometern. Die letzten zwei entwässern in oft künstlichem Grabenlauf einen Großteil des südlichen Einzugsgebietes in der Tiefebene.

## Diagramm
Alb-Zuflüsse mit 5 km Länge und mehr.

## Detaillierte Liste der Zuflüsse
Liste der Zuflüsse und  Seen von der Quelle zur Mündung. Gewässerlängen in der Regel nach LUBW-FG10 (Datensatzeinträge), Einzugsgebiete entsprechend nach LUBW-GEZG, Seeflächen nach LUBW-SG10, Höhenangaben nach dem Höhenlinienbild auf dem Geodatenviewer. Andere Quellen für die Angaben sind vermerkt.
Auswahl. Mühlkanäle werden meist nicht aufgeführt.
Quelle der Nordschwarzwälder Alb im Albursprung etwa 5,5 km südlich von Bad Herrenalb zwischen den Bergen Teufelsmühle im Westen und Lerchenstein im Osten im Axtloch auf etwa 743 m ü. NN. Von hier an Nordlauf.

### Zuflüsse im Schwarzwald
- Hülsgraben, von rechts gleich nach der Plotzsägmühle auf etwa 525 m ü. NN, 2,443 km und 1,628 km². Entsteht nördlich des Lerchensteins auf etwa 793 m ü. NN und läuft auf einem Abschnitt höhenlinienparallel.
- Kuhnsbach, von links in der Tallichtung Geigerslöchle in einen fast einen Kilometer langen Nebenlauf am linken Hang auf etwa 438 m ü. NN, 1,233 km. Entspringt dem Rißbrunnen knapp oberhalb einer Lichtung bei der Rißwasenhütte auf etwa 600 m ü. NN.
- Rennbach, von links am südwestlichen Ortsrand von Bad Herrenalb auf 375,8 m ü. NN[1], 2,817 km und 6,744 km². Entspringt etwa drei Kilometer westlich von Bad Herrenalb zwischen Mauzenberg und Hoher Wanne dem Rennbrunnen auf etwa 500 m ü. NN.
- Geißbach, von rechts im Herrenalber Kurpark auf etwa 370 m ü. NN, 4,117 km und 8,525 km². Entsteht östlich von Herrenalb-Zieflensberg auf etwa 630 m ü. NN.
- Dobelbach, von rechts in Herrenalb nach dem Thermalbad auf um 340 m ü. NN, 2,528 km und 8,176 km². Entspringt einer Quelle etwa zwei Kilometer östlich von Herrenalb zwischen dem zugehörigen Rotensol und der Nachbargemeinde Dobel auf etwa 465 m ü. NN.
- Bernbach, von links am Nordrand von Herrenalb an der Kullenmühle auf 331 m ü. NN[2], 3,317 km und 4,592 km². Entsteht am Hang zwischen Herrenalb-Bernbach und dem Mauzenberg im Südwesten des Stadtteils aus den vereinten Abflüssen von Oberer, Mittlerer und Unterer Eckkopfquelle, die auf etwa 570–550 m ü. NN liegen.
- Maisenbach, von rechts bei Marxzell auf wenig unter 250 m ü. NN, 8,867 km und 17,080 km². Entspringt als Feldrennacher Bächle dem Seelachbrunnen östlich der Straubenhardter Holzbachsägmühle auf etwa 524 m ü. NN.
- Mastbrunn Siegen, von rechts nach dem Marxzeller Gertrudenhof auf etwas unter 220 m ü. NN, 2,623 km. Entsteht östlich des Ortsteils  Pfaffenrot auf etwa 355 m ü. NN.
- Katzenbach, von rechts auf der Gemeindegrenze zwischen Marxzell und Karlsbad auf etwas über 220 m ü. NN, 3,683 km. Entsteht südlich des Jakobsbrunnens beim Gewann Pfaffenroter Teich westlich von Karlsbad-Ittersbach auf etwa 344 m ü. NN.
- Moosalb, von links auf der Gemeindegrenze zwischen Marxzell und Ettlingen bei Fischweier auf rund 207 m ü. NN, 10,404 km und 27,704 km². Entspringt südöstlich des Gaggenauer Höhenweiler Moosbronn dem Hüttlesbrunnen auf etwa 479 m ü. NN.
- (Bach aus der Alt Siegenklamm)[3][4], von rechts in der Talweitung des Dennicher Tals auf etwa 197 m ü. NN, 0,878 km. Entsteht westlich von Karlsbad-Spielberg im obersten Hangwald auf etwa 306 m ü. NN.
- Waschbach aus der Windwiesenklinge, von links fast gegenüber dem vorigen in den linken Seitenast Denningertalbach auf etwa 196 m ü. NN, 1,921 km. Entspringt einer Quelle im gleichnamigen Flurgewann südlich von Ettlingen-Spessart auf etwa 320 m ü. NN.
- (Bach aus der Striedenklinge), von links bei Waldbronn-Neurod auf rund 205 m ü. NN, 1,236 km. Entspringt östlich von Spessart einer Quelle im Wiesengewann  Strieden auf etwa 305 m ü. NN.
- (Zufluss aus der Etzenroter Klamm), von rechts beim Haltepunkt Waldbronn-Etzenrot der Albtalbahn auf etwa 280 m ü. NN, 2,739 km. Entsteht in der Flur Holderäcker östlich des Bahnhofs von Spielberg auf etwa 339 m ü. NN.
- (Bach durch die  Eselsklinge), von links an der Kläranlage unterhalb der Ettlinger Kochmühle auf etwa 175 m ü. NN, 1,654 km. Entsteht am Friedhof im Nordosten von Spessart auf etwa 294 m ü. NN.
- (Bach durch die Steigenklinge), von links in einen linken Mühlkanal gegenüber dem Waldbronn-Busenbacher Bahnhof auf etwa 175 m ü. NN, 1,146 km. Entspringt einer Quelle am Waldrand des Rüppich nördlich von Spessart auf etwa 305 m ü. NN.
- Hetzelbach, von rechts am Busenbacher Bahnhof auf etwa 165 m ü. NN in die Alb selbst, 3,472 km und 4,909 km². Entsteht östlich von Etzenrot am Waldrand zur Flurbucht des Espich  auf etwa 285 m ü. NN.
- (Bach aus der Detschenklinge), von links gegen das beginnende Ettlinger Gewerbegebietes in der Talaue auf etwa 160 m ü. NN, 1,049 km. Entsteht im oberen Hangwald auf etwa 305 m ü. NN.
- Klammbach, von rechts und Osten im Ettlinger Gewerbegebiet, 2,798 km. Entsteht am Sportgelände von Reichenbach  uf etwa 270 m ü. NN und fließt längstenteils verdolt und durch Busenbach.
- Hasengraben, von rechts nahe dem Haltepunkt Spinnerei der Albtalbahn in Ettlingen auf etwa 155 m ü. NN, 1,577 km. Entsteht in der Flur nördlich von Busenbach auf etwa 250 m ü. NN und durchfließt zunächst die Hasenklamm, um dann den etwa nördlicher und 25 m höher entspringenden Kalbergraben aus der längeren Kalberklamm aufzunehmen. Ab diesem Zufluss Südsüdwestlauf.
- Krebsbächle, von links vor dem Haltepunkt Bad in Ettlingen auf unter 150 m ü. NN, 2,810 km[5] und 2,675 km². Entsteht am Nordwestrand von Spessart auf etwa 320 m ü. NN. An diesem Zufluss gegenüber dem Wattkopf tritt die Alb nach ziemlich genau der Hälfte ihres Laufes im Ettlinger Stadtgebiet aus dem Schwarzwald aus.

### Zuflüsse in der Oberrheinischen Tiefebene
- → (Abgang des Erlengrabens), nach links vor der ehemaligen Kläranlage am nordwestlichen Stadtrand von Ettlingen auf etwa 120 m ü. NN, der sich später unter den Namen Hertelgraben und Petergraben fortsetzt, Gesamtlänge 5,472 km. Ab hier Nordlauf.
- Oberholzgraben, nach[6] links vor den Salmenwiesen gegenüber Karlsruhe-Rüppurr auf etwa 115 m ü. NN, 2,558 km. Verbindet zum Hertelgraben, in den er an der Nordspitze des Waldgebietes Forstlach bei Karlsruhe-Weiherfeld auf wenig unter 115 m ü. NN mündet.
- Reiherbach, von links zwischen links Weiherfeld und rechts Karlsruhe-Dammerstock, 1,319 km. Linker Nebengraben, der etwas davor nach den Salmenwiesen gegenüber von Rüppurr abgeht.
- Floßgraben, von rechts aus Karlsruhe-Dammerstock
- Scheidgraben, von rechts südlich der Gleise des Karlsruher Hauptbahnhofs auf unter 112 m ü. NN, 8,139 km. Entsteht südlich der Anschlussstelle Ettlingen der A 5 auf etwa 115 m ü. NN. Erreicht mit seinem rechten Zufluss Wettersbach aus den Schwarzwald-Vorhöhen als Oberlauf, der nördlich von Busenbach im Zehntpfad auf etwa 257 m ü. NN entsteht, sogar eine Länge von 10,193 km. Ab hier Nordwestlauf.
- ← (Rücklauf des den Erlengraben fortsetzenden Petergrabens), von links südlich gegenüber dem Karlsruher Stadtzentrum auf etwa 120 m ü. NN.
- Malscher Landgraben, von links an der Albbrücke der L 605 südwestlich gegenüber der Stadtmitte Karlsruhes, 15,36 km und 58,135 km². Entsteht im Ortsbereich von Malsch auf wenig über 120 m ü. NN in der Kinzig-Murg-Rinne und entwässert einen Teil von ihr. Erreicht mit dem oberen rechten Zulauf Krebsbächle als Oberlauf, der auf etwa 453 m ü. NN westlich von Malsch-Volkersbach in den Schwarzwald-Randhöhen entsteht, sogar eine Länge von 17,467 km.
- Federbach, von links im Südosten von Karlsruhe-Maxau an der Albbrücke der B 10 auf etwa 105 m ü. NN, 41,169 km und 123.086 km². Entsteht ebenfalls im Ortsbereich von Malsch auf etwa 125 m ü. NN und hat umwegigeren Lauf durch die Kinzig-Murg-Rinne und als rechts den Rhein begleitendes Gewässer. Ab hier Parallellauf zum Rhein nach Nordnordosten.
- (Hauptsammelkanal), von links gegenüber dem Becken des Karlsruher Ölhafens auf etwa 104 m ü. NN, 2,788 km. Abfluss aus der Kläranlage bei der Karlsruher Nordweststadt.
- Rechts dieser Mündung liegen ein Baggersee sowie der sogenannte Kleine Bodensee, 34,4086 ha und 33,9041 ha.
- → (Abgang der Albüberleitung), nach rechts kurz vor der Mündung, 3,678 km. Mündet nicht weit vor dessen eigener Mündung in den Rhein westlich von Eggenstein-Leopoldshafen auf etwas unter 100 m ü. NN durch einen Baggersee in einer Altarmschlinge des Stroms in den Pfinz-Entlastungskanal.

Mündung der Nordschwarzwälder Alb unmittelbar unterhalb der Einfahrt in den Karlsruher Ölhafen auf 101 m ü. NN von rechts und zuletzt Südosten in den Rhein. Die Alb ist hier 51.363 km lang und hat ein Einzugsgebiet von 446,687 km² hinter sich.